# Хамаґуті Осаті
Хамаґуті Осаті (яп. 濱口雄幸; 1 квітня 1870, Коті — 26 серпня 1931, Токіо) — японський політичний і державний діяч, прем'єр-міністр Японії в 1929–1931 рр..

## Біографія
Народився в префектурі Коті. Після закінчення Юридичного коледжу при Токійському університеті вступив на службу в Міністерство фінансів.
У 1915 році його обрано в палату представників парламенту як члена партії Кенсейкай.
Хамаґуті був міністром фінансів у першому і другому кабінетах Като Такаакі в 1924–1925 рр., міністром внутрішніх справ у кабінеті Вакацукі Рейдзіро (1926).
У 1927 році став лідером партії Мінсейто і в 1929 р. — прем'єр-міністром.
14 листопада 1930 Хамаґуті був поранений терористом, оговтатися від поранення він так і не зміг. 13 квітня 1931 він подав у відставку, а в серпні помер.